# 田原広一
田原 広一（たはら こういち、1985年〈昭和60年〉12月22日 - ）は、日本の経営者、起業家、マーケター、著作家、YouTuber。ソラボ代表取締役社長

## 略歴・人物
- 1985年（昭和60年）12月22日 - 石川県金沢市生まれ。
- 2006年（平成18年）  ファイナンシャルプランナー2級習得。
- 2010年（平成22年）08月 -資格の学校 TAC (予備校)入社　以降5年間、財務諸表論講座講師を務める。
- 2012年（平成24年）0　副業として 税理士事務所3社に勤務。
- 2014年（平成26年）0  税理士試験合格。
- 2015年（平成027年）12月 -株式会社SoLabo（ ソラボ）を創業 。
- 2019年（平成031年）10月 -  YouTubeチャンネル「創業融資ガイド」を開設。

「通貨」は「コミュニケーションツール」と語る「資金調達のスペシャリスト」。
2012年頃に 税理士事務所に務める傍らに、副業として個人で行っていた融資サポート等の業務をまとめ、株式会社ソラボとして、東京千代田区にて起業
創業3年で政策金融公庫などから合計8200万円の融資を受け会社を拡大し、融資支援業務では累積3,700件以上（2020年12月末時点）の実績を積み上げている。
2019年10月に、自身の持つ創業と融資の知識を広める為に、YouTubeチャンネル「創業融資ガイド」を開設、会社経営についてのノウハウや決算書の読み方の発信に加えて、コロナ融資や、行政の補助金の申請方法などを紹介している。